# 201
| 201                |
| ------------------ |
| Dødsfald - Fødsler |
|                    |

| Gregoriansk kalender | 201 CCI                 |
| Ab urbe condita      | 954                     |
| Armensk kalender     | I/T                     |
| Kinesiske kalender   | 2897 – 2898 庚辰 – 辛巳 |
| Etiopisk kalender    | 193 – 194               |
| Jødisk kalender      | 3961 – 3962             |
| Hindukalendere       |                         |
| - Vikram Samvat      | 256 – 257               |
| - Shaka Samvat       | 123 – 124               |
| - Kali Yuga          | 3302 – 3303             |
| Iransk kalender      | 421 BP – 420 BP         |
| Islamisk kalender    | 434 BH – 433 BH         |

## Begivenheder
- Kejser Septimius Severus er i Egypten, hvor provinsstyret bliver omorganiseret.